# Briologia
Briologia (gr. bryon – mech, logos – nauka) – nauka o mszakach (czyli o glewikach, wątrobowcach i mchach), jeden z działów botaniki.

## Historia

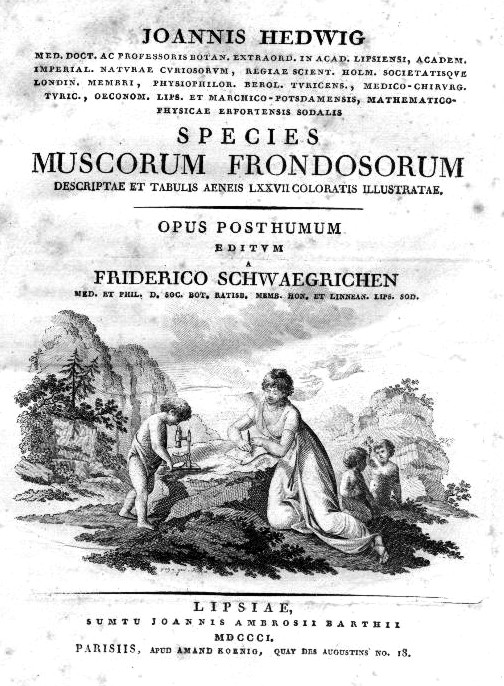
Strona tytułowa dzieła Hedwiga „Species muscorum”.

Mimo że pierwsze naukowe opisy mchów sporządzali na początku XVII wieku Johann Dillen i Kasimir Schmidel, a klasyfikował je w systemie organizmów żywych już John Ray, to jednak Johann Hedwig uważany jest za ojca briologii. Za początek badań briologicznych uważany jest rok 1782 kiedy to ukazała się jego publikacja „Fundamentum historiae muscorum”. Hedwig rozpoczął badania mikroskopowe mchów, opisał ich organy płciowe i zdefiniował tę grupę roślin. Data opublikowania (1801) jego dzieła „Species muscorum” jest graniczną, od której uznaje się opisy i nazwy gatunków mszaków za ważne zgodnie z Międzynarodowym Kodeksem Nomenklatury Botanicznej. W 1789 Antoine Laurent de Jussieu opisał wątrobowce jako odrębną grupę systematyczną. W 1821 Samuel Frederick Gray wprowadził nazwę Bryophyta oznaczającą takson obejmujący mchy i wątrobowce. W połowie XIX wieku Wilhelm Hofmeister potwierdził istnienie u mszaków organów płciowych i opisał ich przemianę pokoleń. Od końca XIX wieku następuje intensywny rozwój badań nad systematyką mszaków, ich ekologią, morfologią i anatomią, fizjologią i cytologią.